# Schanzenviertel

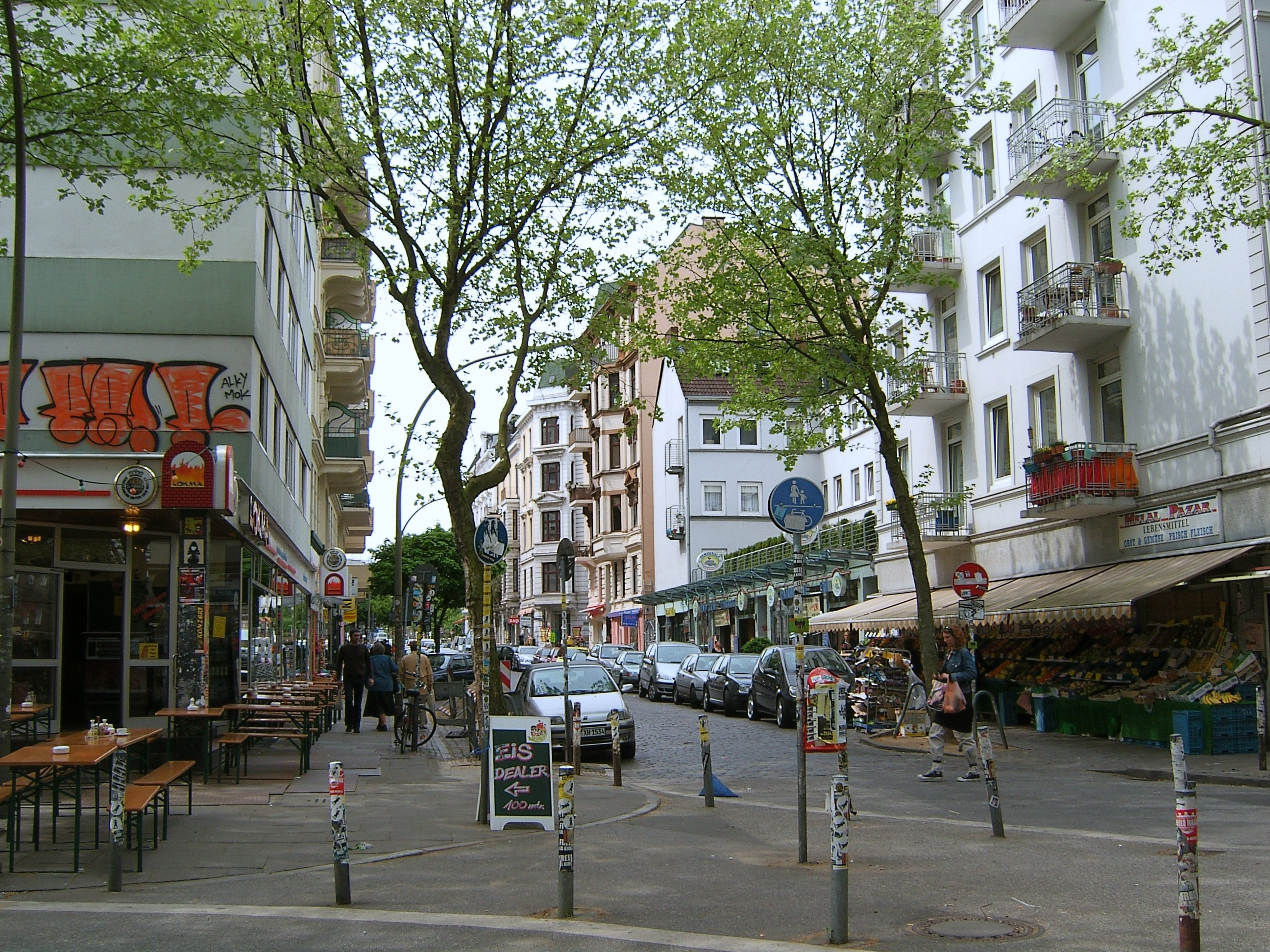

Schanzenviertel, (svensk översättning Skansenkvarteret), även Schanze eller die Schanze kallas ett område i stadsdelarna Sternschanze och Eimsbüttel i Hamburg. Namnet kommer från Sternschanze, en befästningsvall som byggdes på 1600-talet. 
Schanzenviertel var tidigare ett fattigt arbetarkvarter som under 1960- och 1970-talet kom att bli en plats för Hamburgs autonoma proteströrelse. Idag har området en stor autonom scen med bland annat  Rote Flora. Under perioder[när?] har området varit rivningshotat men upplever nu[när?] en renässans, inte minst genom de många studenter som bor i området. Området har blivit föremål för diskussion om gentrifikation sedan det kommit att förändras under senare år. I området finns ett stort antal uteställen och butiker med likheter med Kreuzberg och Prenzlauer Berg i Berlin.